# Nhà giàn DK1
Nhà giàn DK1 là cụm Dịch vụ kinh tế - Khoa học kỹ thuật được Việt Nam xây dựng dưới dạng các nhà giàn, trên thềm lục địa phía nam đất nước, cách đất liền khoảng 250-350 hải lý. Trên khu vực Biển Đông, Việt Nam đã xây dựng bảy khu vực nhà giàn, mỗi nhà giàn là một Trạm Dịch vụ Kinh tế - Khoa học kỹ thuật (DVKT-KHKT), giao Lữ đoàn 171 thuộc Vùng 2 Hải quân quản lý. Hiện tại, một số nhà giàn đã được nâng cấp.

## Bối cảnh hình thành
Sau trận Hải chiến Trường Sa năm 1988, một số tàu chiến, tàu thăm dò của Trung Quốc đã bắt đầu xuất hiện sâu trong thềm lục địa phía nam Việt Nam, nơi có tiềm năng lớn về dầu khí và có ý nghĩa chiến lược về an ninh, quốc phòng đối với Việt Nam.
Trước tình hình đó, ngày 17 tháng 10 năm 1988, Tổng Bí thư Đảng Cộng sản Việt Nam Nguyễn Văn Linh ký văn bản 19/NQ-TƯ về việc bảo vệ khu vực bãi ngầm trong thềm lục địa phía Nam (gọi tắt là khu DK1). Cùng thời gian này, Tư lệnh hải quân Giáp Văn Cương cũng đã khẩn cấp giao cho Lữ đoàn 171 nhiệm vụ chốt giữ thềm lục địa phía đông nam đất nước. Với những trang thiết bị đo độ sâu, biên đội tàu HQ-713 và HQ-668 do Trung tá Lữ đoàn trưởng Phạm Xuân Hoa chỉ huy đã ra khơi khảo sát, đo đạc trên vùng biển rộng 60.000 km², tìm ra các điểm cạn và định vị các bãi đá ngầm san hô Ba Kè, Phúc Tần, Phúc Nguyên, Quế Đường, Tư Chính và Huyền Trân. Từ những dữ liệu đó, hệ thống nhà giàn DK1 được xây dựng.
DK là chữ cái đầu viết tắt của cụm từ Dịch vụ-Khoa học kỹ thuật, được hiểu như một công trình phục vụ mục đích dân sự trên biển. Số 1 chỉ những nhà giàn ở vòng ngoài cùng, xa nhất, so với phía gần đất liền hơn là hệ thống DK2.

## Những nhà giàn đầu tiên
Từ ngày 10 đến ngày 15 tháng 6 năm 1989, Bộ Giao thông - Vận tải phối hợp với Bộ Tư lệnh Công binh tiến hành xây dựng xong nhà giàn đầu tiên tại bãi đá ngầm Phúc Tần (tên địa danh hành chính là Trạm Kinh tế-Khoa học –Dịch vụ Phúc Tần). Đây là nhà giàn được khảo sát ở vị trí số 3 nên còn được gọi là nhà giàn DK1/3 và là nhà giàn đầu tiên được xây dựng hoàn chỉnh. Ngay sau khi nhà giàn được xây dựng xong, một phân đội thuộc Lữ đoàn 171 Hải quân Nhân dân Việt Nam do Đại úy Nguyễn Văn Nam chỉ huy lần đầu tiên ra bám trụ nhà giàn.
Sau khi nhà giàn DK1/3 hoàn thành, ngày 16 tháng 6 năm 1989, nhà giàn DK1/4 cũng hoàn thành. Từ ngày 27 tháng 6 năm 1989, Tổng cục Dầu khí phối hợp với Bộ Tư lệnh Công binh cũng hoàn thành nhà giàn DK1/1. Đây là ba nhà giàn đầu tiên được xây dựng.
Ngày 5 tháng 7 năm 1989, Chủ tịch Hội đồng Bộ trưởng ra chỉ thị số 180UT về việc xây dựng cụm dịch vụ kinh tế-khoa học-kỹ thuật thuộc Đặc khu Vũng Tàu-Côn Đảo, xác định lại chủ quyền Việt Nam đối với khu vực thềm lục địa này.
Ngày 2 tháng 11 năm 1989, Trạm DVKT-KHKT Tư Chính B hay Tư Chính 2, hay Nhà giàn DK1/5 được thành lập, trở thành nhà giàn DK1 thứ 4.
Ngày 10 tháng 11 năm 1990, Trạm DVKT-KHKT Phúc Nguyên hay Nhà giàn DK1/6 được xây dựng xong, trở thành nhà giàn DK1 thứ 5 được xây dựng.

## Những tai nạn về nhà giàn
Giai đoạn đầu các nhà giàn tương đối thô sơ, kết cấu dạng pông-tông (một dạng phao lớn hình khối hộp làm bằng kim loại) đặt trên nền san hô, dễ bị dịch chuyển bập bềnh trong nước khi có sóng lớn cấp 4 hoặc dòng nước chảy mạnh.
Ngày 5 tháng 12 năm 1990, một cơn bão lớn với gió giật cấp 12 đã giật sập nhà giàn DK1/3 làm thiệt hại nhân mạng của ba cán bộ, chiến sĩ là Trần Hữu Quảng, Trần Văn Là và Hồ Văn Hiền. Các nhà giàn DK1/4, DK1/6 cũng bị bão giật sập nhưng không thiệt hại về người.
Không ngừng lại, Việt Nam tiếp tục xây dựng thêm các nhà giàn trước sự gia tăng ảnh hưởng của Trung Quốc trên vùng Biển Đông. Các nhà giàn liên tục được dựng mới. Những nhà giàn về sau được xây dựng trên 4 cọc thép chắc chắn cắm sâu xuống đáy biển, phía trên là tổ hợp sinh hoạt, công tác có diện tích sàn khoảng 100 m².
Tuy vậy, các nhà giàn vẫn là những cơ sở mỏng manh giữa biển. Ngày 12 tháng 12 năm 1998, cơn bão Faith có sức gió giật trên cấp 12 quét qua vùng Biển Đông. Sáng ngày 13 tháng 12, nhà giàn Phúc Nguyên 2A bị sóng cuốn trôi, đánh sập, khiến chín người bị rơi xuống biển, gây thiệt hại nhân mạng cho ba cán bộ, chiến sĩ là Vũ Quang Chương, Nguyễn Văn An và Lê Đức Hồng.
Với tai nạn của nhà giàn Phúc Nguyên 2A, Việt Nam chấm dứt hoàn toàn việc sử dụng các nhà giàn được xây dựng trên nền thiết kế cũ. Các nhà giàn DK1/1, DK1/5 ngừng sử dụng hoàn toàn để đảm bảo an toàn. Ngày 28 tháng 8 năm 2009, Vùng 2 hải quân mới được thành lập, nhiệm vụ chính là quản lý, bảo vệ chủ quyền vùng biển từ Bình Thuận đến Bạc Liêu, trong đó có khu vực trọng điểm là khu DK1.

## Đặc điểm nhà giàn

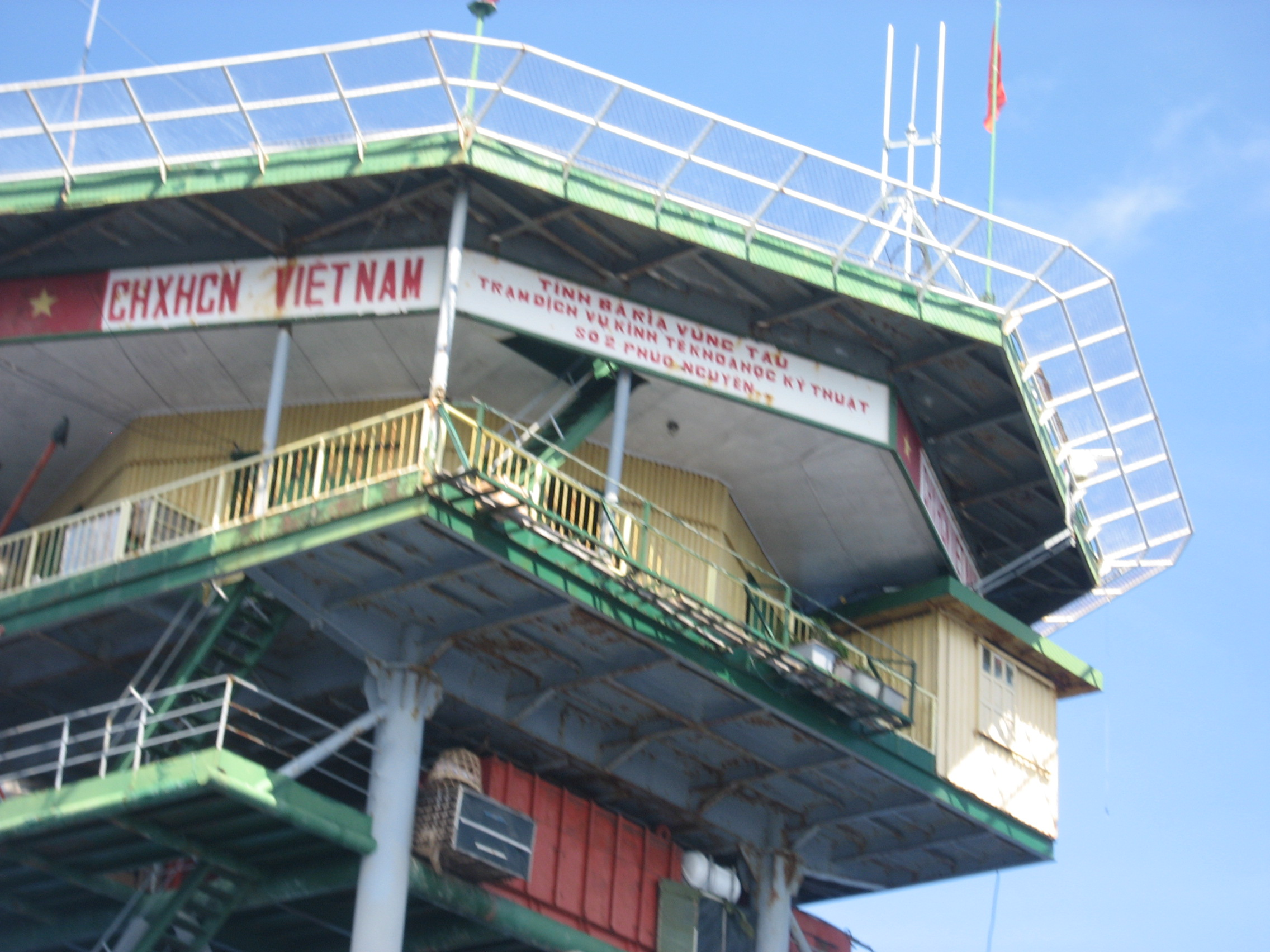
Cận cảnh nhà giàn

Các nhà giàn được các binh sĩ Quân đội Nhân dân Việt Nam canh giữ đêm ngày. Điều kiện nhà giàn cực kỳ thiếu thốn, không có điện, thiếu nước ngọt, khả năng liên lạc hạn chế. Khả năng tiếp vận chỉ có thể thực hiện được vào những ngày đẹp trời 6 tháng một lần, vào khoảng tháng 3 hoặc tháng 8. Điều kiện tiếp vận cũng rất khó khăn cho việc tiếp vận bằng tàu hoặc bằng trực thăng. Những người làm nhiệm vụ trên nhà giàn khu DK1 thường ít nhất phải trải qua 8-9 tháng mới trở về đất liền.
Đầu năm 2009, báo Tuổi Trẻ phát động chương trình "Chung tay thắp sáng nhà giàn DK1", vận động quyên góp tài chính để tiến tới lắp đặt pin mặt trời và hệ thống điện gió trên toàn bộ các nhà giàn. Ngày 22 tháng 8 năm 2009, các nhà giàn DK1/21 (Ba Kè) và DK1/12 (Tư Chính 4) đã được bàn giao những tấm pin mặt trời đầu tiên. Các nhà giàn khác cũng lần lượt được lắp đặt. Đến ngày 1 tháng 1 năm 2011, nhà giàn DK1/10 là nhà giàn cuối cùng cũng đã có điện.
Cùng thời gian này, Tập đoàn Viễn thông Quân đội cũng thực hiện việc cải tiến và tăng công suất nâng khả năng phát sóng của trạm BTS ở khu vực biển đảo đi xa 100 km, giúp 9/15 nhà giàn có thể liên lạc bằng điện thoại di động thông thường. Bên cạnh đó, Tập đoàn Bưu chính Viễn thông Việt Nam cũng dùng cách nâng công suất trạm BTS cùng với việc lắp đặt các trạm thu sóng từ vệ tinh Vinasat-1, trạm tiếp sóng, giúp mở rộng cả khả năng kết nối Internet từ các nhà giàn.

## Quan hệ giữa các bãi ngầm và quần đảo Trường Sa
Trung Quốc cho rằng các bãi ngầm Tư Chính, Phúc Nguyên, Phúc Tần, Huyền Trân, Quế Đường và Vũng Mây là thành tố của khái niệm quần đảo Nam Sa, đồng thời xem quần đảo Nam Sa là lãnh thổ không thể tách rời của Trung Quốc. Ngược lại, Việt Nam bác bỏ sự gán ghép các bãi ngầm ở thềm lục địa phía nam đất nước vào quần đảo Trường Sa.
Theo công pháp quốc tế, quốc gia ven biển có chủ quyền đối với thềm lục địa. Điều 77 Công ước Liên Hợp Quốc về Luật biển năm 1982 nêu rõ, quốc gia ven biển chỉ thực hiện các quyền thuộc chủ quyền về mặt thăm dò và khai thác tài nguyên thiên nhiên của mình.

## Danh sách các nhà giàn từng được xây dựng
Hệ thống nhà giàn DK1 gồm bảy cụm là Phúc Nguyên, Phúc Tần, Huyền Trân, Quế Đường, Tư Chính, Ba Kè và Cà Mau với tất cả 20 nhà giàn từng được xây dựng trên thềm lục địa. Chiều sâu mực nước bãi cạn thấp nhấp là 7m tại DK1/3 và sâu nhất là 25m tại DK1/15. Các nhà giàn được xây dựng từ năm 1989 đến 1998. Hiện tổng cộng có cả thảy 15 nhà giàn đang sử dụng, trong đó có 8 nhà giàn có bãi đỗ trực thăng trên nóc, 4 nhà giàn có hải đăng và 1 nhà giàn có trạm quan trắc khí tượng. Có 14 nhà giàn ở khu vực giáp với vùng biển quần đảo Trường Sa và một nhà giàn (DK1/10) ở bãi cạn Cà Mau trên vùng biển Tây Nam.

### Bãi cạn Tư Chính

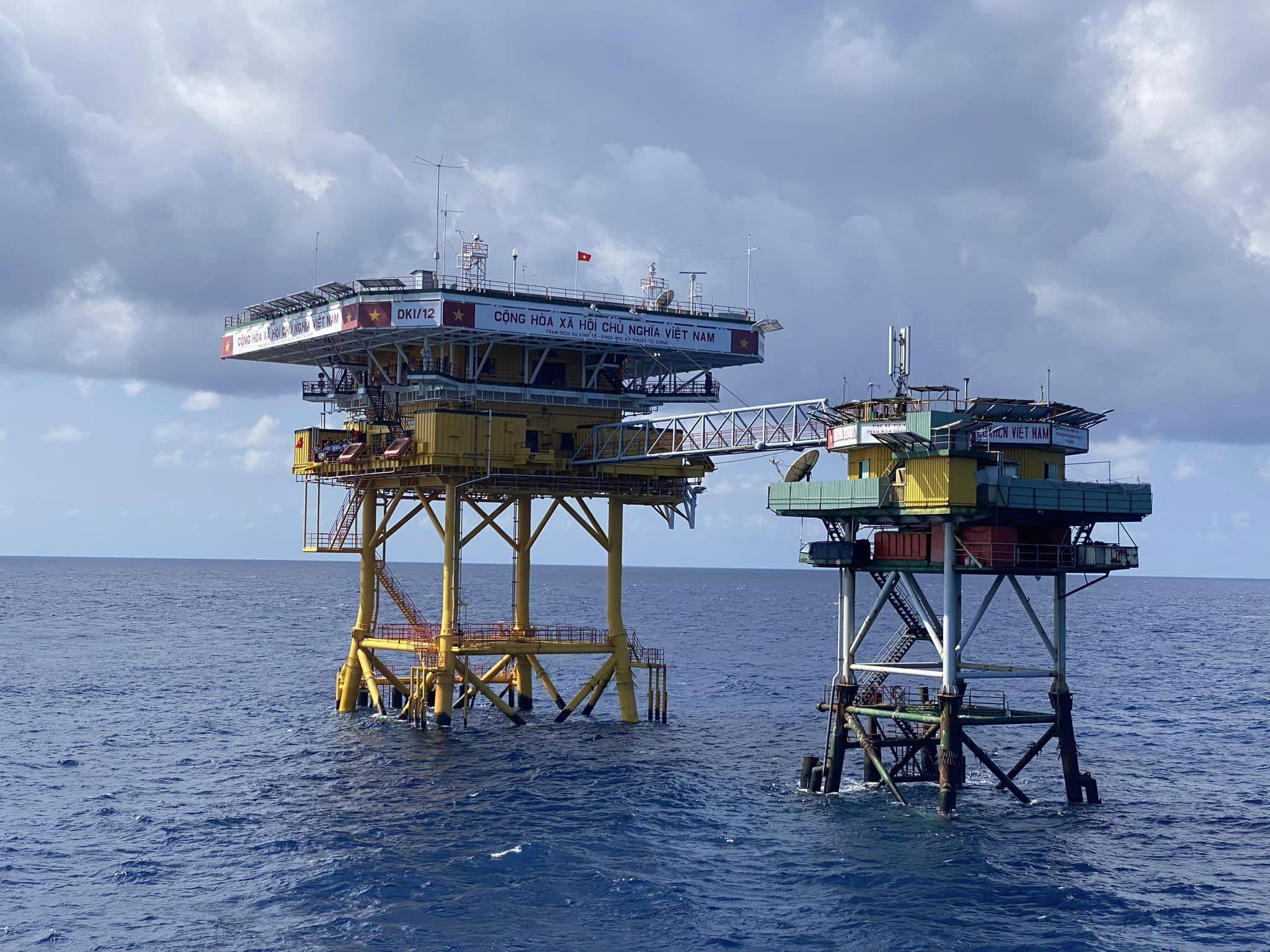
Ảnh chụp nhà giàn DK1/12, thuộc bãi cạn Tư Chính

Cụm nhà giàn Tư Chính được thành lập chính thức từ ngày 4 tháng 7 năm 1989, xây dựng trên bãi cạn Tư Chính (Vanguard Bank) thuộc thềm lục địa phía Nam. Cụm hiện tại có ba nhà giàn đang sử dụng:
- Nhà giàn DK1/1: còn gọi là nhà giàn Tư Chính A hay Tư Chính 1, hoàn thành 27 tháng 6 năm 1989, là nhà giàn thứ 3 được xây dựng. Hiện không còn sử dụng.
- Nhà giàn DK1/5: còn gọi là nhà giàn Tư Chính B hay Tư Chính 2, hoàn thành 2 tháng 11 năm 1989, là nhà giàn thứ 4 được xây dựng. Hiện không còn sử dụng.
- Nhà giàn DK1/11: còn gọi là nhà giàn Tư Chính C hay Tư Chính 3, hoàn thành 5 tháng 5 năm 1994.
- Nhà giàn DK1/12: còn gọi là nhà giàn Tư Chính D hay Tư Chính 4, hoàn thành 8 tháng 8 năm 1994.
- Nhà giàn DK1/14: còn gọi là nhà giàn Tư Chính E hay Tư Chính 5, hoàn thành 20 tháng 4 năm 1995.

### Bãi cạn Phúc Tần
Cụm nhà giàn Phúc Tần được thành lập chính thức từ ngày 24 tháng 8 năm 1989, xây dựng trên bãi cạn Phúc Tần (Prince of Wales Bank) thuộc thềm lục địa phía Nam. Cụm hiện tại có bốn nhà giàn đang sử dụng:
- Nhà giàn DK1/3: còn gọi là nhà giàn Phúc Tần, hoàn thành 15 tháng 6 năm 1989, là nhà giàn đầu tiên được hoàn thành. Bị bão giật sập 5 tháng 12 năm 1990 làm 3 chiến sĩ hy sinh.
- Nhà giàn DK1/2: còn gọi là nhà giàn Phúc Tần A, hoàn thành 18 tháng 8 năm 1993.
- Nhà giàn DK1/16: còn gọi là nhà giàn Phúc Tần B, hoàn thành 20 tháng 8 năm 1996.
- Nhà giàn DK1/17: còn gọi là nhà giàn Phúc Tần C, hoàn thành 23 tháng 8 năm 1996.
- Nhà giàn DK1/18: còn gọi là nhà giàn Phúc Tần D, hoàn thành 13 tháng 4 năm 1997. Đây là nhà giàn có ngọn hải đăng Phúc Tần.

### Bãi ngầm Ba Kè
Cụm nhà giàn Ba Kè được thành lập chính thức từ ngày 5 tháng 7 năm 1989, xây dựng trên bãi Ba Kè (Bombay Castle) và bãi ngầm Vũng Mây (Rifleman Bank) thuộc thềm lục địa phía Nam. Cụm hiện tại có ba nhà giàn đang sử dụng:
- Nhà giàn DK1/4: còn gọi là nhà giàn Ba Kè A hay Ba Kè 1, hoàn thành 16 tháng 6 năm 1989, là nhà giàn thứ 2 được hoàn thành. Bị bão giật sập đêm 4 tháng 12 năm 1990.
- Nhà giàn DK1/9: còn gọi là nhà giàn Ba Kè B hay Ba Kè 2, hoàn thành 22 tháng 8 năm 1993.
- Nhà giàn DK1/20: còn gọi là nhà giàn Ba Kè C hay Ba Kè 3, hoàn thành 13 tháng 8 năm 1998.
- Nhà giàn DK1/21: còn gọi là nhà giàn Ba Kè D hay Ba Kè 4, hoàn thành 19 tháng 8 năm 1998. Đây là nhà giàn có ngọn hải đăng Ba Kè.

### Bãi cạn Phúc Nguyên

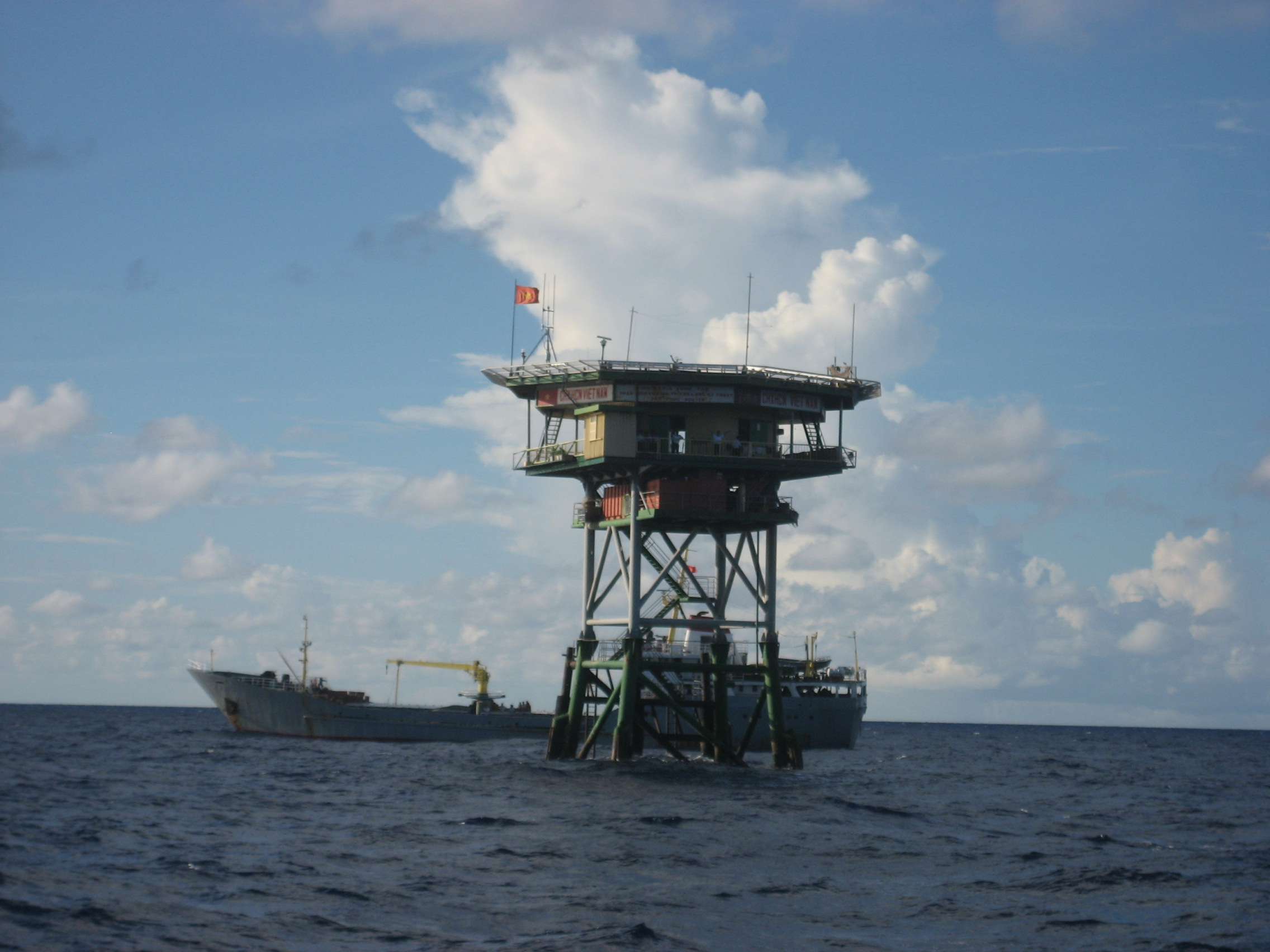
Nhà giàn Phúc Nguyên DK1/15 phía trước và tàu tiếp vận neo đậu phía sau

Cụm nhà giàn Phúc Nguyên được thành lập chính thức từ ngày 10 tháng 11 năm 1990, xây dựng trên bãi cạn Phúc Nguyên (Prince Consort Bank) thuộc thềm lục địa phía Nam. Cụm hiện tại có một nhà giàn đang sử dụng:
- Nhà giàn DK1/6: còn gọi là nhà giàn Phúc Nguyên, hoàn thành 10 tháng 11 năm 1990, là nhà giàn thứ 5 được hoàn thành. Bị bão giật sập đêm 4 tháng 12 năm 1990.
- Nhà giàn DK1/15: còn gọi là nhà giàn Phúc Nguyên 2, hoàn thành tháng 4 năm 1995.
- Nhà giàn 2A/DK1/6: còn gọi là nhà giàn Phúc Nguyên 2A, hoàn thành 17 tháng 4 năm 1995 trên cơ sở của nhà giàn DK1/6 cũ. Bị bão giật sập sáng 13 tháng 12 năm 1998 làm 3 chiến sĩ hy sinh.

### Bãi cạn Huyền Trân
Cụm nhà giàn Huyền Trân được thành lập chính thức từ ngày 11 tháng 11 năm 1991, xây dựng trên bãi cạn Huyền Trân (Alexandra Bank) thuộc thềm lục địa phía Nam. Cụm hiện tại có một nhà giàn đang sử dụng:
- Nhà giàn DK1/7: còn gọi là nhà giàn Huyền Trân, hoàn thành ngày 11 tháng 11 năm 1991. Đây là nhà giàn có ngọn hải đăng và trạm quan sát khí tượng Huyền Trân

### Bãi cạn Quế Đường
Cụm nhà giàn Quế Đường được thành lập chính thức từ ngày 4 tháng 11 năm 1991, xây dựng trên bãi cạn Quế Đường (Grainger Bank) thuộc thềm lục địa phía Nam. Cụm hiện tại có hai nhà giàn đang sử dụng:
- Nhà giàn DK1/8: còn gọi là nhà giàn Quế Đường A, hoàn thành ngày 4 tháng 11 năm 1991. Đây là nhà giàn có ngọn hải đăng Quế Đường.
- Nhà giàn DK1/19: còn gọi là nhà giàn Quế Đường B, hoàn thành ngày 10 tháng 4 năm 1997.

### Bãi cạn Cà Mau

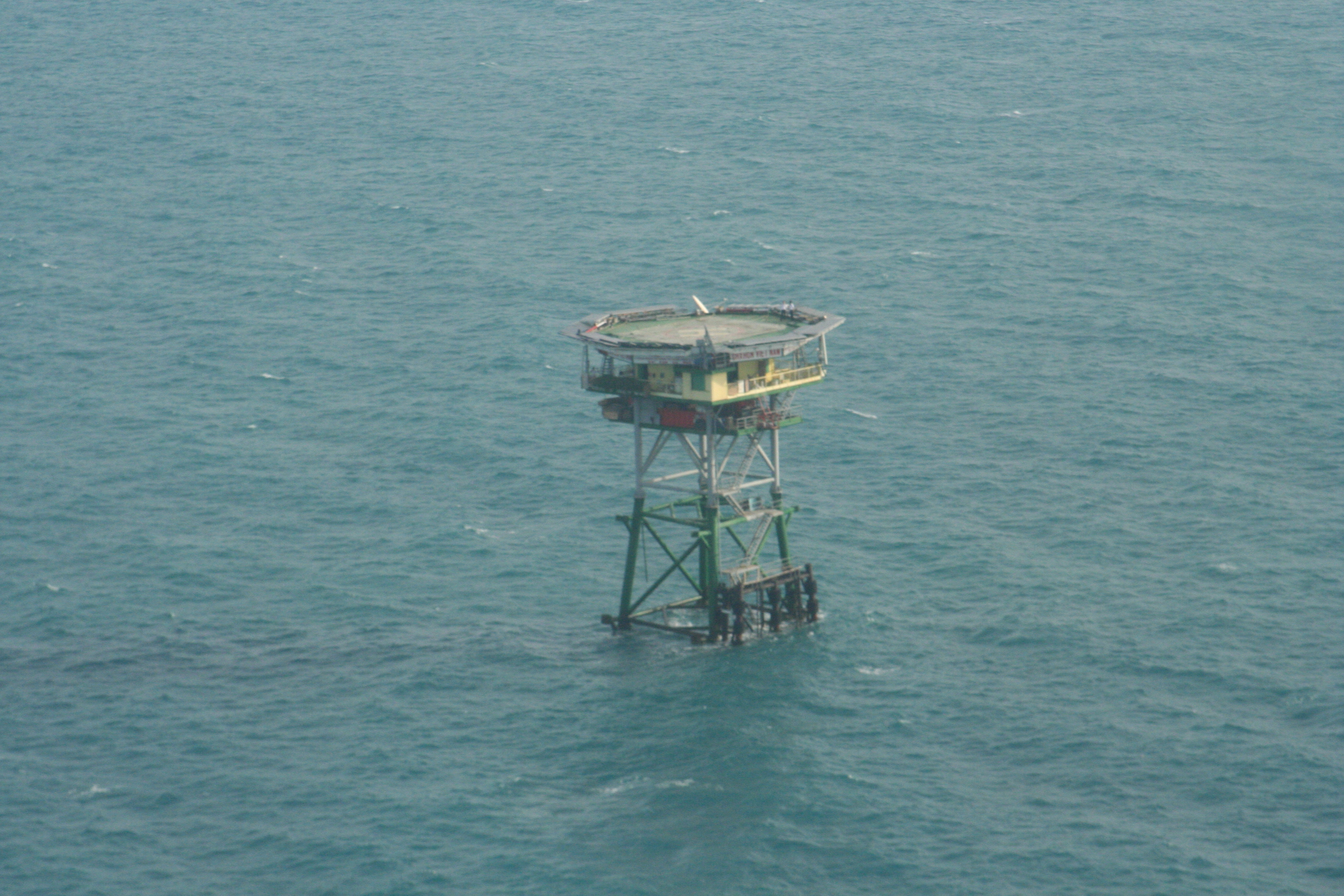
Nhà giàn DK1/10 Cà Mau nhìn từ trên không

Cụm nhà giàn Cà Mau được thành lập năm 1994, xây dựng trên bãi cạn Cà Mau thuộc vùng vịnh Thái Lan, cách rất xa về phía Nam Việt Nam so với 6 cụm nhà giàn trên. Cụm nhà giàn Cà Mau hiện tại chỉ có một nhà giàn đang sử dụng:
- Nhà giàn DK1/10: còn gọi là nhà giàn Cà Mau, hoàn thành năm 1994.